# Macronyx capensis
Macronyx capensis là một loài chim trong họ Motacillidae.